# تاما تونگا
تاما تونگا (ژاپنی: タマ・トンガ؛ زادهٔ ۱۵ اکتبر ۱۹۸۲) کشتی‌گیر کشتی حرفه‌ای اهل تونگا است